# River Queen (Film)
River Queen ist ein historisches Filmdrama des neuseeländischen Regisseurs Vincent Ward aus dem Jahre 2005, das zu Zeiten der Neuseelandkriege spielt, mit Samantha Morton in der Hauptrolle. Das Drehbuch dazu schrieben Ward und Toa Fraser. Der Film entstand am Whanganui River.

## Handlung
Neuseeland 1868. Sarah O’Brien wuchs in einer Siedlung der Soldaten an der Frontier am (fiktiven) Te Awa Nui, dem großen Fluss, auf. Mit 16 empfing sie ein Kind von einem jungen Māori. Sieben Jahre später wird ihr Sohn Boy von seinem Māori-Großvater im Waka gekidnappt, was ihr das Herz zerreißt. Ihr Vater Francis hatte Stätten gerodet, die Tapu waren. Bei ihrer Suche im Inneren Neuseelands ist Sarah prädestiniert, „die Grenze zwischen den Kulturen [zu] überschreiten“ (Ward).
Ihr irischer Vater Francis, ein Armee-Chirurg, bricht mit Sarah, und ihr bleibt nichts, als um ihren Sohn zu kämpfen wie eine Löwin. Ihr einziger Freund bleibt Veteran Pte. Doyle, kriegsmüde, sehr höflich, als Ire in der Armee des Britischen Weltreichs, und nicht in der Lage ihr zu helfen. Doyle war der, der ihr empfohlen hatte, ihr Leben niederzuschreiben.
Viel später wird sie zu dem erkrankten Rebellenführer Te Kai Po eingeladen, mit dem Angebot, ihren Sohn wiedersehen zu dürfen. Sarah werden die Augen verbunden, und man fährt sie den Fluss hinauf. Dort verliebt sie sich überraschend in den Onkel des Jungen, Wiremu, der Soldat der Siedler ist. Sie lernt die Lebensweise der Māori kennen.
Mit ihrer Befähigung als Ärztin rettet sie Häuptling Te Kai Po das Leben, der hohes Fieber hat. Sie findet ihren pubertierenden Sohn und lernt ihn neu und ganz anders kennen. Die aufkeimende Hoffnung auf eine Existenz und etwas Frieden auf der kleinen Insel wird zerschlagen, als Te Kai Po sofort nach seiner Heilung den Pākehā (Siedlern) den Krieg erklärt – ihren Leuten. Aus dem Herz der Finsternis lässt Te Kai Po ihnen eine schriftliche Kriegserklärung zukommen, die an Deutlichkeit nicht missen lässt. Sarah kann nicht akzeptieren, dass Boy sich in der Schlacht beweisen will, und sich weigert, mit ihr zurück flussabwärts zu kommen.
Im weiteren Verlauf findet sie sich im Zentrum des Konflikts, sie steht zwischen der Liebe zu Boy und Wiremu, geplagt von den gefühlsmäßigen Verbindungen zu den Feinden, die sie nicht kappen kann, und krank von der Gewalt und dem Gemetzel der Siedler unter Major Baine. Sarah muss wählen, auf welcher Seite sie stehen will. Im Dickicht ist es schwierig, den Gegner zu erkennen. Im Getümmel fällt Doyle durch den Schuss einer Muskete, von Wiremu abgefeuert. Sarah wird verwundet. Tatsächlich hinterlässt eine Kugel nur ein kleines Loch beim Eintritt, aber eine Wunde, wo sie hinausgeht.
Schließlich bekennt Sarah sich zu den Māori und der fremden Kultur. Ein Moko am Kinn besiegelt ihre Entscheidung. Sie lebt alleine.

## Sonstiges

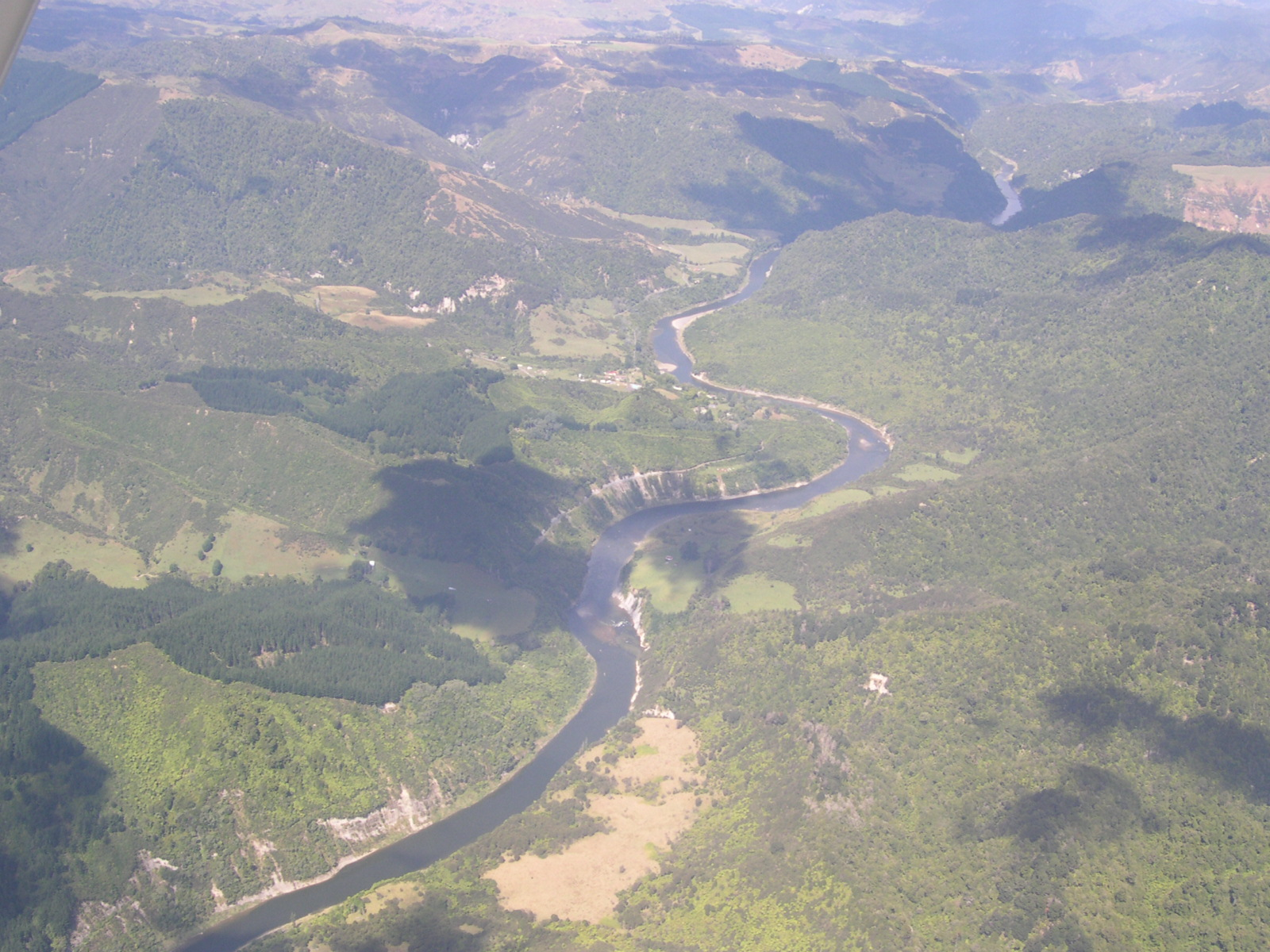
Blick auf den Verlauf des Whanganui im mittleren Abschnitt zwischen Pipiriki und Wanganui

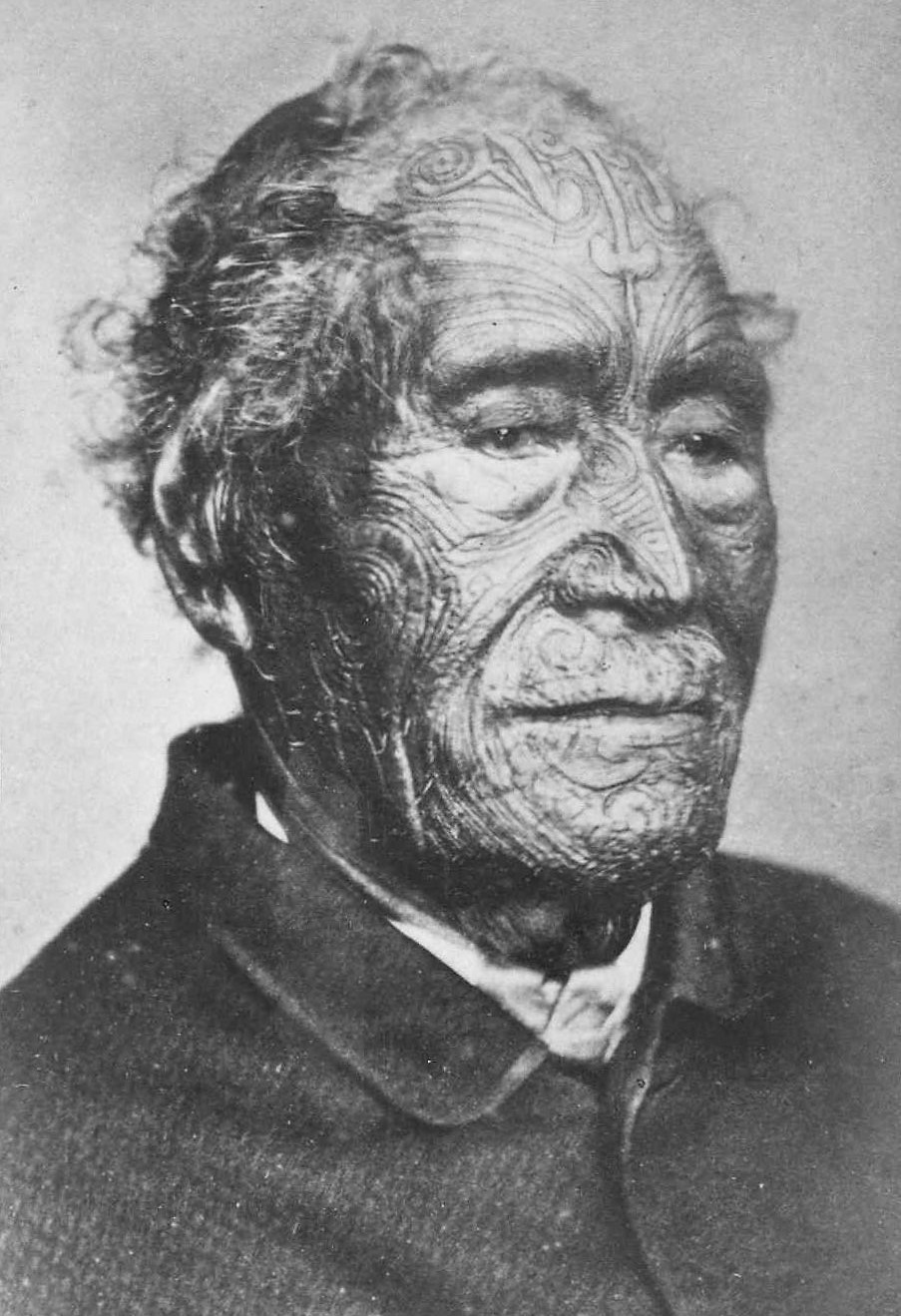
Tāmati Wāka Nene, ca. 1870

Der Film ist dem Māori-Häuptling Riwha Titokowaru (* 1823), Caroline „Queenie“ Perrett und Ann Evans gewidmet, deren Leben als Inspiration dienten.
Auf einer Pressekonferenz am 23. Juni 2004 wurde eine Erklärung PRECIS - Iwi Accord with Silverscreen Films (RQ) Ltd mit der eigens zu diesem Zweck gegründeten Whanganui Awa Films Working Party der Iwi unterzeichnet, in der die Stämme und Unterstämme der Region den Filmemachern, die schon fast drei Jahre in vertrauensvollen Konsultationen standen, ihr Wohlwollen versicherten und ihre Unterstützung zusagten.
Während der Dreharbeiten kam es zu beträchtlichen Meinungsverschiedenheiten zwischen dem visionären Ward und Samantha Morton. Ward wurde vorübergehend von der Regie entbunden, und sein langjähriger Kameramann Alun Bollinger sprang ein. Morton zog sich eine Grippe zu, und die Dreharbeiten wurden angehalten. Aber auch der Regisseur könne schon mal schwierig (tricky) sein, wie Bollinger dem NZ Herald abrundend hinzufügte. 2006 sagte Ward: „Ich bereue es nicht, mit ihr gearbeitet zu haben. Im Hinblick auf das Ergebnis ist sie einfach spektakulär.“ Im Nachspann lässt er Alun Bollinger einen gesonderten Dank zukommen.
Der junge Rawiri Pene stand in diesem Film das erste Mal vor der Kamera.
Komponist Karl Jenkins dirigierte selbst. Es spielte das London Symphony Orchestra, weiter mit The New London Childrens’ Choir, Belinda Sykes und Mike Taylor. To Still my Mind wurde von Mac McKenna gesungen, Danny Boy von Samantha Morton, Nathan Passfield und David Rawiri Pene, Lady Leroy und Carrickfergus von Kiefer Sutherland. Das Lied Danny Boy (nach A Londonderry Air) entstand streng genommen erst 1910.
In den Kinos Neuseelands lief River Queen vergleichsweise erfolgreich.
In der Bundesrepublik Deutschland erschien der Film am 9. Mai 2007 direkt auf DVD.

## Kritiken
- „Ambitionierter historischer Bilderbogen, der teilweise mit atemberaubenden Bildern aufwartet und Fragen nach Zivilisation und Zugehörigkeit stellt, wobei vieles fragmentarisch bleibt und auch produktionsbedingte Brüche in der Inszenierung unübersehbar sind.“ – Lexikon des internationalen Films[12]
- „Mit einer Gruppe aufgeriebener Figuren, die alle an der wilden Frontier wacklige Grenzen abstecken und verschieben (sowohl territorielle als auch kulturelle), fügt sich River Queen in einen langen mäandernden Verlauf der bei John Fords Der schwarze Falke anfängt, über Kevin Costners Der mit dem Wolf tanzt reicht, Terence Malicks [sic] The New World umfasst, wie auch Ron Howards The Missing, über Roland Joffés The Mission bis hin zu Rolf de Heers The Tracker geht, mit Edward Zwicks Last Samurai (frühe Entwürfe entstanden mit Wards Hilfe) über Wards eigenen Flucht aus dem Eis – die die unruhige Herabkunft einer neuen nationalen Identität dramatisieren. […] scheint alles halb im Blinzeln wie aus dem Schlaf wahrgenommen. Zweifellos ein eindringlich schönes Stück Kino […] Unglücklicherweise wird der Effekt zu einem guten Teil von Sarahs omnipräsentem, nervigen Voice-over zunichte gemacht.“ – Anton Bitel, Eye For Film[13]

- „sieht vor allem nach Prä-Release-Panik aus“ – Philip Matthews, New Zealand Listener[14]
- „Ich habe vom Faktum, dass Ward etwas nicht verwirklichen konnte, kaum Anzeichen bemerkt.“ – Kristin Thompson[15]

- „Kiefer Sutherland hat einen greuslichen Long John Silver-Akzent vorrätig […] In Topform ist Ward ein hinreißender Stilist, der […] Bilder erschaffen kann von überwältigend sinnlicher, fast metaphysischer Schönheit. […] Am seltsamsten dabei ist für einen Film, den Ward sich jahrelang abgerungen hat, wie distanziert und unpersönlich sich der Streifen anfühlt. Wie wenn es ihn gar nicht übermäßig interessieren würde, was aus Sarah und Boy wird.“ – Scott Foundas, Variety[16]

- „nimmt uns in das herrliche Herz Neuseelands mit, sowohl geographisch als auch spirituell […] ein Abschnitt der neuseeländischen Geschichte, der international nicht genug Beachtung findet […] nur viel zuviel Steadicam, die für meinen Geschmack bei weitem nicht steady genug ist“ – Andrew L. Urban, Urban Cinefile[17]

- „ansehnliche Landschaftsaufnahmen und feuriges Schauspiel, nicht zuletzt von Samantha Morton […] Wirklich interessant an Wards Geschichte ist, dass die Demarkationslinien keineswegs so klar sind, wie man denken würde.“ – Peter Bradshaw, The Guardian[18]

Einzelne Kritiker vergleichen mit Das Piano (1993, R: Jane Campion) oder Der Smaragdwald (1985, R: John Boorman).

## Auszeichnungen und Nominierungen
Bangkok International Film Festival 2006
- Nominierung Golden Kinnaree Award in der Kategorie Best Film für Vincent Ward

New Zealand Screen Awards 2006
- New Zealand Screen Award in der Kategorie Best Achievement in Cinematography für Alun Bollinger
- New Zealand Screen Award in der Kategorie Best Achievement in Costume Design für Barbara Darragh
- Nominierung in der Kategorie Best Achievement in Production Design für Rick Kofoed
- Nominierung in der Kategorie Best Performance by Actor in a Supporting Role für Rawiri Pene
- Nominierung in der Kategorie Best Performance by an Actor in a Leading Role für Cliff Curtis
- Nominierung in der Kategorie Best Performance by an Actress in a Leading Role für Samantha Morton
- Nominierung in der Kategorie Best Picture für Don Reynolds und Chris Auty

Internationales Filmfestival Shanghai 2006
- Golden Goblet in der Kategorie Best Music für Karl Jenkins